# 예수아
여수아(Yeshua, ישוע, 모음첨가시 יֵשׁוּעַ – yēšūă)는 히브리어 성경의 뒷부분에서 또 제2성전 시기에 사용된 여호수아(יְהוֹשֻׁעַ , Yehoshua– 여호수아)라는 이름의 다른 형태이다.

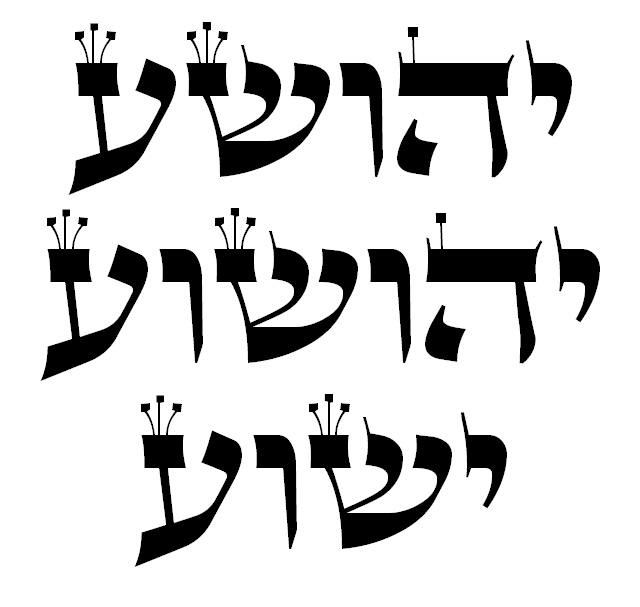
그리스어 음역 Ἰησοῦς (Iēsous)는 구약의 여호수야에 해당되는 말이다.

### 동 시리아 Ishoʕ

Yeshuuʕ 또는 Ishoʕ,는 시리아의 이름으로 예수님이다.

## 같이 보기
- 아람어의 예수
- 여호수아